# Dolmen de la Ville-Hamon
Le dolmen de la Ville-Hamon est une allée couverte située à Erquy dans le département français des Côtes-d'Armor.

## Protection
Le monument est inscrit au titre des monuments historiques en 1980.

## Description
L'allée couverte est en partie ruinée. Toutes les dalles sont en grès rose d'Erquy. Une table de couverture (2,85 m de longueur pour 2,75 m de largeur et 0,39 m d'épaisseur) demeure en place reposant sur deux orthostates (1,02 m par 1,42 m et 0,20 m pour la première, 0,97 m par 1,10 m et 0,13 m pour la seconde). Les autres dalles sont éparpillées aux alentours. L'allée comportait deux chambres, une au nord et l'autre au sud. Elle ouvre au sud.